# Blow
„Blow“ je píseň americké popové zpěvačky Keshy. Píseň pochází z reedice jejího debutového alba Animal, která vyšla pod názvem Cannibal. Produkce se ujali producenti Dr. Luke, Benny Blanco a Max Martin.

## Seznam Písní
- Digitální stažení

1. "Blow"  – 3:40

## Hitparáda
| Země           | Umístění |
| -------------- | -------- |
| Kanada         | 12       |
| USA            | 7        |
| Česko          | 36       |
| Velká Británie | 32       |